# Поліненасичені жирні кислоти
Поліненаси́чені жи́рні кисло́ти (вітамін F) — це жирні кислоти, які мають більше, ніж один подвійний зв'язок між атомами вуглецю. Поліненасичені жирні кислоти виконують 2 функції: вони є компонентами фосфоліпідів усіх клітинних мембран, від яких залежить передача імпульсів і робота рецепторів, та попередниками для синтезу ліпідних медіаторів (ейкозаноїдів), які є важливими в регулюванні низки фізіологічних процесів.
За сучасною класифікацією до поліненасичених жирних кислот входять: лінолева, ліноленова, арахідонова, ейкозапентаєнова, докозагексаєнова кислоти.
Лінолеву кислоту та її похідні (у-ліноленову й арахідонову кислоти), які мають перший подвійний зв'язок у 6-му положенні, відносять до омега-6 ненасичених жирних кислот. Альфа-ліноленову, ейкозапентаєнову та докозагексаєнову кислоти, які мають перший подвійний зв'язок у 3-му положенні, відносять до омега-3 ненасичених жирних кислот.
Жирна морська риба (тунець, сардини, лосось тощо), горіхи, оливкова, соєва, лляна та ріпакова олії містять багато незамінних омега-3 поліненасичених жирних кислот.

## Значення
Поліненасичені жирні кислоти (лінолева, ліноленова і арахідонова) не синтезуються в організмі людини і тому є незамінними в харчуванні. Ці кислоти входять до складу біомембран і беруть участь у пластичних процесах (синтезі власних жирів організму), забезпечують функції мембран клітин, сприяють перетворенню холестеролу у холеві кислоти і виведенню їх із організму, нормалізують стан стінок кровоносних судин, підвищують їх еластичність і зменшують проникність.
Найважливішою біологічною функцією поліненасичених жирних кислот є їх участь у синтезі тканинних гормонів простагландинів, які знижують виділення шлункового соку й зменшують його кислотність. Вони є медіаторами запального процесу й алергічних реакцій, відіграють важливу роль у регуляції діяльності нирок, впливають на різні ендокринні залози.
Добова потреба дорослої людини в поліненасичених жирних кислотах становить 2—6 г.
В природі існує ряд необхідних для людини сполук , які наш організм не в змозі синтезувати , але без яких ми не можемо обійтися. До них належать і поліненасичені жирні кислоти.
Ненасичені жирні кислоти містять вуглеводну ланцюжок , в якій є подвійний зв’язок між атомами вуглецю. У поліненасичених жирних кислот є кілька таких зв’язків .
| Текст вилучений зі статті через підозру в порушенні авторських прав |
| Текст, який раніше перебував на цій сторінці, запідозрений у порушенні авторських прав через те, що є дослівним перекладом з таких джерел: https://gamove.ru/cardiology-heart/dlya-chego-cheloveku-nuzhny-polinenasyshchennye-zhirnye-kisloty-polinenasyshchennye-zhiry-dlya-uluchsheniya-zdorov.html Тому, хто поставив цей шаблон: на сторінку обговорення користувача, який розмістив цю статтю, чи додав текст з порушенням авторського права, варто додати повідомлення {{subst:Nothanks tr\|Поліненасичені жирні кислоти\|url=https://gamove.ru/cardiology-heart/dlya-chego-cheloveku-nuzhny-polinenasyshchennye-zhirnye-kisloty-polinenasyshchennye-zhiry-dlya-uluchsheniya-zdorov.html }} --~~~~. |
| До уваги користувача, який розмістив цю статтю Не редагуйте статтю зараз, навіть якщо ви збираєтеся її переписати. Додержуйтеся вказівок нижче. - Якщо власник авторських прав на зазначений вище матеріал дозволяє використати його на умовах GNU FDL без незмінюваних секцій та Creative Commons із зазначенням автора / розповсюдження на тих самих умовах, будь ласка, сповістіть про це на сторінці обговорення цієї статті. - Якщо правовласником є ви, додайте на зазначеному вище ресурсі примітку: «This article is licensed under the Creative Commons Attribution-ShareAlike license». - Якщо дозволу на використання цього матеріалу нема, будь ласка, зробіть одне з двох: 1. Напишіть хоча б гарний накид статті на цій підсторінці. Зверніть увагу: не треба копіювати текст, що порушує авторські права, на зазначену підсторінку й редагувати його. Якщо ви взялися за написання нової статті, не забудьте сповістити про це на сторінці обговорення. 2. Залиште все як є, і тоді стаття буде вилучена. У випадку, якщо новий текст написаний не буде, ця стаття буде вилучена через тиждень після появи цього попередження. (Детальніше див. документацію шаблону.) Вихідний текст цієї статті з можливим порушенням копірайту можна знайти в історії змін. Зверніть увагу, що розміщення у Вікіпедії матеріалів, включаючи дослівний переклад, автор яких не надав явного дозволу на їхнє використання відповідно до ліцензії GNU FDL без незмінюваних секцій та Creative Commons із зазначенням автора / розповсюдження на тих самих умовах, може бути порушенням законів про авторське право. Користувачі, які додають до Вікіпедії такі матеріали, можуть бути тимчасово позбавлені права редагувати статті. Незважаючи ні на що, ми завжди раді вашим оригінальним статтям. Дякуємо. |